# Celestino Armas
Celestino Eusebio Armas (Barcelona, Anzoátegui, 15 de diciembre de 1935 - Caracas, 16 de enero de 2011) fue un ingeniero y político venezolano, quien durante su carrera de servicio en la administración pública se destacó en el área de los hidrocarburos.

## Biografía
Obtuvo el título de Ingeniero de Minas en la Universidad Central de Venezuela en 1960 y luego cursó una Maestría en Ciencias de Ingeniería de Minas en la Colorado School of Mines, en Estados Unidos, en 1965.

## Vida política
Se incorporó a la actividad parlamentaria como diputado al desaparecido Congreso de la República representando al también desaparecido Distrito Federal en dos períodos (1974-1979 y 1984-1989), en los cuales tomó parte en las comisiones permanentes de Finanzas y Defensa de la Cámara de Diputados y actuó como encargado de la comisión permanente de Minas e Hidrocarburos durante el proceso de nacionalización del hierro y el petróleo ocurrido en el primer gobierno de Carlos Andrés Pérez, llegando a ocupar la presidencia de dicha comisión en su segundo período parlamentario. Fue además diputado asistente del jefe de la fracción parlamentaria de su partido Acción Democrática; miembro de la delegación del Congreso de Venezuela a la Asamblea del Parlamento Latinoamericano y a la Unión Interparlamentaria Mundial y miembro de la comisión presidencial para la Reversión Petrolera de 1974.
En cuanto a su actuación en el poder ejecutivo, fue designado Ministro de Información y Turismo en la primer gobierno de Carlos Andrés Pérez y ocupó los cargos de Ministro de Energía y Minas y Ministro de la Secretaría en la accidentado segundo gobierno de Carlos Andrés Pérez. En su tenor de Ministro de Energía y Minas, fue miembro de la delegación venezolana ante la Organización de Países Exportadores de Petróleo, llegando a ejercer la presidencia de esa organización en 1991. Estando al frente del ministerio, tuvo una participación protagónica en el primer proceso de la entonces llamada Apertura de la industria petrolera venezolana, dirigiendo la primera ronda de Convenios Operativos en 1991. En repetidas ocasiones ocupó además, aunque de manera interina, las carteras de Hacienda y de Sanidad y Asistencia Social. Fue miembro y presidente del Comité de Estrategia de Acción Democrática.
En el ámbito privado, fue miembro del Consejo Superior de la Universidad Simón Bolívar de Caracas. Ya retirado, fue fundador del Instituto de Minería y Petróleo (IPEMIN), junto con otros importantes profesionales venezolanos, siendo presidente de dicha institución.